# Iglesia de San Lorenzo Mártir (Cádiz)

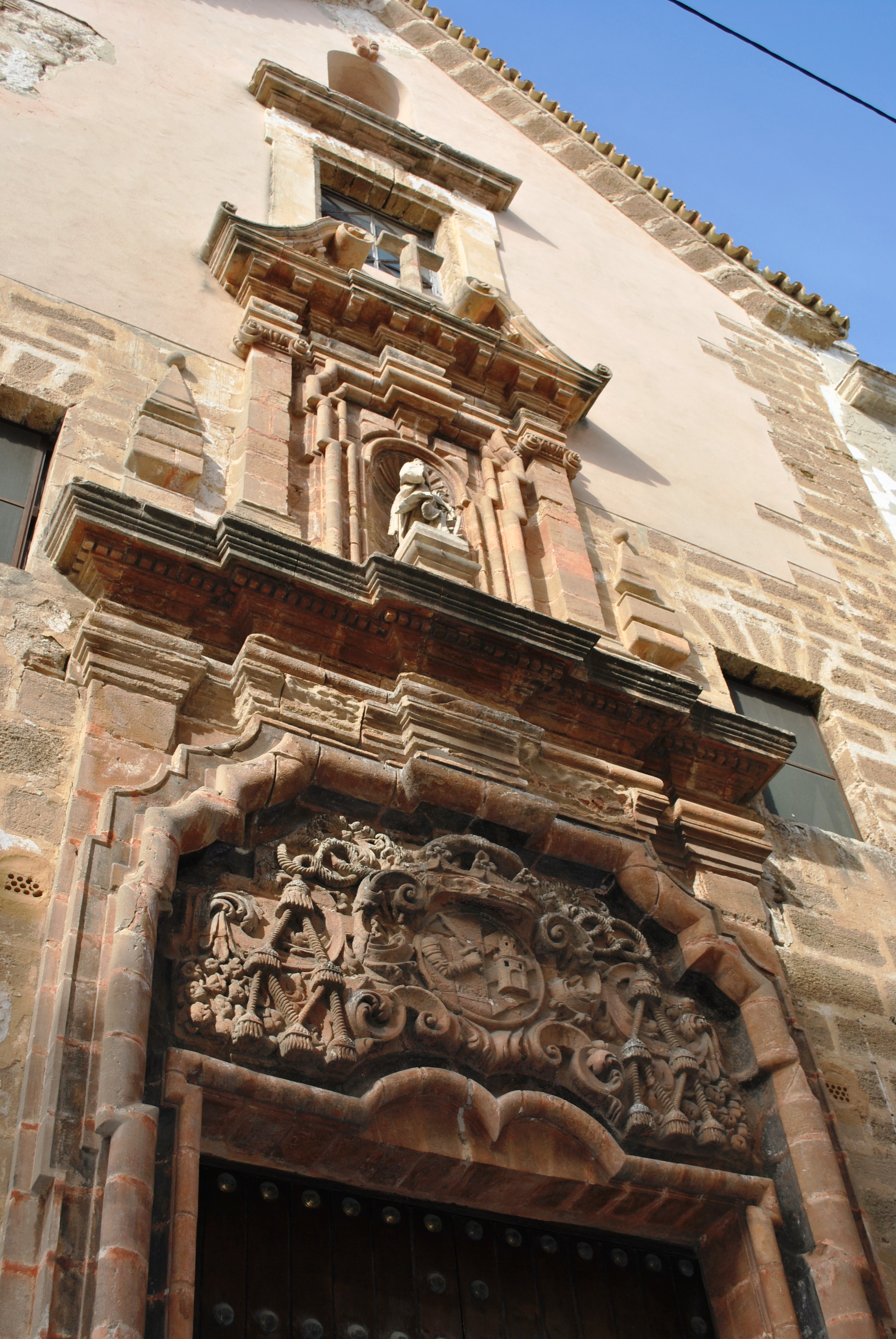
Portada de la iglesia de San Lorenzo Mártir.

La iglesia de San Lorenzo Mártir situada en la confluencia de la calle Sagasta n.º 55 y de la calle Armengual n.º 3 de Cádiz (España) se debe al patrocinio del obispo Lorenzo Armengual de la Mota, con la intención de dotar al barrio de la Viña de una ayuda de parroquia. 

## Historia
Las obras duraron cuatro años, siendo su maestro mayor y quien llevó la dirección de los trabajos el alarife Juan Agustín López Algarín. Posteriormente, intervino también el prestigioso alarife Blas Díaz, a quien se le atribuye la construcción de la torre. En torno a 1787 el arquitecto Torcuato Benjumeda remodeló las portadas del presbiterio y patio inmediato a la sacristía. Fruto de todas estas intervenciones se dotaba al inmueble de una magnífica obra, muestra de la actividad creativa generada en la ciudad en estos años, constituyéndose un notable ejemplo de la arquitectura barroca religiosa gaditana, en la que sobresalen la magnífica portada principal y la torre. 
De especial interés es la Capilla de la Venerable Orden Tercera de Servitas de María Santísima de los Dolores, abierta en el tercer y cuarto tramo del lado de la Epístola de la Iglesia, cuya construcción comienza en 1763 bajo el diseño y dirección del maestro Diego Ramos, y termina, después de varias interrupciones, en 1774 con Francisco Lorenzo Cañete autor del diseño definitivo. En el inmueble destacan también el órgano, magnífica pieza barroca realizada a finales del siglo XVIII, y el conjunto de retablos, especialmente el retablo mayor, realizado por Francisco López en el siglo XVIII, una de las obras más prestigiosas de la retablística barroca gaditana de dicha centuria. Son de gran relevancia los bienes muebles que contiene. 
Entre las pinturas y esculturas se cuentan piezas dieciochescas de origen sevillano, flamenco e italiano, con obras de José Montes de Oca, Antonio Molinari, Pedro Relingh y Domenico Parodi.

## Descripción
La Iglesia se estructura con planta de cruz latina, de una sola nave y crucero poco acusado. La nave está dividida en cuatro tramos separados por pilastras dóricas que flanquean vanos de medio punto de rosca moldurada que dan acceso a las diferentes capillas dispuestas en los muros laterales. En la zona superior de los arcos se establecen tribunas, abiertas a la nave en forma de balcones de vanos adintelados. Sobre el conjunto se desarrolla un entablamento con friso de triglifos, coronado de una rica cornisa de orden compuesto que se complementa con dinámicos quiebros dispuestos sobre las pilastras y claves de los arcos.
Cada tramo de la nave está cubierto con bóveda de cañón con lunetos que alojan vanos que dan luz al interior del templo, flanqueada con arcos fajones que apoyan sobre el citado entablamento. El coro alto se levanta a los pies sobre el primer tramo de la nave. En su interior se encuentra un órgano realizado por el organero José García en 1793, y reformado en 1883 por Modesto Carrero. Consta de un teclado de 51 notas de octava tendida y registros partidos. Dispone además de 8 pisas para las contras, con tubos propios. La caja es de madera y fue tallada por el ensamblador y tallista Gonzalo Pomar. Mide 3,70 m de fondo x 4,10 m de frente x 6 m de altura.
Cubre el crucero una cúpula sobre pechinas, compuesta de tambor circular y casquete semiesférico. Las pechinas se encuentran decoradas con cuatro lienzos ovalados que representan los cuatro padres de la iglesia realizados en 1727 por Pedro de Cabrera, así como el escudo de armas del obispo Armengual en madera tallada, policromada y dorada. 
Los brazos del crucero albergan cuatro retablos. El obispo Armengual patrocinó los ubicados en los testeros principales y dejó establecido en su disposición testamentaria que se dedicaran a San Liborio y San Rafael. Son obras gemelas de 10 x 5,50 m. Presentan un solo cuerpo de estípites para enmarcar los lienzos rematados por áticos con bajorrelieves en madera policromada que representan las apoteosis de San Cayetano y San Carlos Borromeo, piezas genovesas de madera tallada y policromada de 1,60 x 1,60 m aprox., cuya factura puede relacionarse con la producción de Francisco María Galeano. 
Las actuales mesas de altar son de estilo rococó, realizadas por Mateo Nadales y doradas por Domingo Rodríguez de Arganzúa en 1762. Las pinturas son muestras destacadas de la producción del artista genovés Doménico Parodi, realizadas en 1728. Desde los años 20 del siglo XX estos lienzos están desplazados de su ubicación original, ocupando su lugar en el lado del Evangelio un lienzo dieciochesco que representa a la Virgen Dolorosa y San Juan Evangelista en el Calvario, y en el de la Epístola el grupo escultórico de Afligidos, que fue encargado en 1716 al escultor holandés Pedro Relingh, compuesto por las tallas de madera policromada de candelero de Jesús Nazareno de los Afligidos y la Virgen de los Desconsuelos. 
La Capilla Mayor del templo es la capilla funeraria del obispo Armengual, quien dispuso para este lugar la construcción de un suntuoso retablo de 8,30 x 15 m aprox. Su compleja estructura y elevado coste no permitieron iniciar su construcción hasta 1727. Su novedoso diseño, basado en el uso del estípite y la decoración de menudos motivos vegetales y geométricos, hacen de esta pieza una de las de mayor envergadura artística entre las realizadas en Cádiz durante el primer tercio del siglo XVIII, siendo el artífice encargado de llevar a cabo esta obra el tallista Francisco López. La estructura cubre todo el testero de la capilla mayor con planta cóncava y está estructurado en un cuerpo dividido en tres calles por estípites, y ático. Un gran arco de medio punto alberga en la calle central el sagrario, manifestador y camarín de la Virgen del Pilar. Sobre el arco se sitúa el camarín de San Lorenzo y en las calles laterales hornacinas con pequeños estípites. El ático se resuelve mediante una moldura mixtilínea flanqueada por ménsulas y se enmarca con un remate curvo enlazado con las calles laterales. Los elementos decorativos combinan las hojas de cardo con temas geométricos, pinjantes y placas recortadas, entre los que se intercalan ángeles niños y querubines. Hacia 1730 se procedió al dorado total del conjunto. Del repertorio iconográfico se encargaron varios escultores. Las imágenes titulares son la Virgen del Pilar y San Lorenzo. La primera ocupa el manifestador y es una escultura de alabastro policromado de 0,45 x 0,8 m., que perteneció al obispo Armengual. A sus lados se disponen dos parejas de relicarios de plata, dos de ellos de formas neoclásicas fechables hacia 1800 y con 0,40 m. aprox. de altura, y los otros dos rococó, fechables hacia 1740 con 0,30 m de altura aprox. La imagen de San Lorenzo es una talla de madera policromada de 1,60 m de alto realizada en 1725 por el escultor badajocense Miguel Taramas. José Montes de Oca tuvo a su cargo en 1728 la realización de las imágenes en madera policromada para las calles laterales, San Andrés y Santiago de 1,60 m de alto aprox. y el relieve del ático, obra genovesa realizada en madera tallada, policromada y dorada de 2 x 2 m que representa rasgos estilísticos próximos a Francisco María Galeano. La puerta de plata del sagrario mide 0,80 x 0,39 m, fue realizada por el orfebre Francisco Arenas en estilo rococó y presenta la siguiente inscripción: «Donado por Doña Magdalena de Añino en 1776». A sus lados presenta dos relicarios de plata de formas neoclásicas fechables hacia 1790.
En los paramentos laterales del presbiterio se abren vanos de comunicación con la sacristía, cuyo aspecto actual responde al diseño creado por Torcuato Benjumeda. Están enmarcados por pilastras jónicas que sustentan un frontón partido donde aparecen los emblemas parroquiales. Estos frontones quedan parcialmente ocultos por galerías talladas por Rafael Marín y doradas por José Antonio Pino y Guerrero en 1787, obras en madera tallada y dorada de 2,70 m de ancho. Sobre las portadas se disponen tribunas cerradas con celosías rococó de los mismos autores. Las hojas de las puertas son de madera noble dispuestas con altorrelieves de emblemas y motivos vegetales, fechables hacia 1730. Ante el retablo se sitúa la bóveda sepulcral del obispo Armengual, cuya lápida de mármol blanco presenta inscripción y escudo grabado.
Dos cofradías ocuparon los retablos situados a ambos lados del presbiterio en 1727. Ambos son de madera tallada y dorada y miden 8 x 3,60 m aprox. El colateral del Evangelio fue cedido a la Hermandad del Santísimo y Ánimas de la Catedral para que sirviese de Sagrario. El del lado de la Epístola se instaló la cofradía de Jesús de los Afligidos. El primero consta de un cuerpo de tres calles flanqueado por estípites, que se eleva sobre alto banco. Sobre él se dispone un ático, también tripartito y rematado en medio punto. El programa iconográfico contempla, en primer lugar, un Niño Jesús de madera policromada. A sus lados se ubican pequeñas tallas de madera policromada de los patronos de Cádiz, San Servando y San Germán, siendo estas tres esculturas obras de escuela genovesa fechables hacia 1730. La hornacina principal está ocupada por la imagen de vestir de San Miguel realizado en madera policromada por José Montes de Oca hacia 1728. Al mismo autor corresponde la imagen de vestir de madera policromada de San Antonio de Padua que ocupa una de las hornacinas laterales. El ático está centrado por una talla de madera policromada que representa a San Nicolás de Bari realizada hacia 1760, y a sus lados otras de San Lorenzo y Santo Tomás de Aquino fechables en torno a 1730. 
Ante este retablo, en el pavimento, se abre la bóveda sepulcral de San Servando y San Germán, cerrada por dos losas de mármol blanco. La primera mide 0,75 x 0,75 m y contiene la siguiente inscripción: «Esta capilla y bo/beda y entierro es/ de la benerable e/sclavitud del/ santísimo sacra/mento y cofradía de/ las benditas ani/mas año D/ 1728». La segunda losa es de 1,04 x 1,04 m. Presenta grabada una calavera con las tibias cruzadas y varios anagramas de la esclavitud.

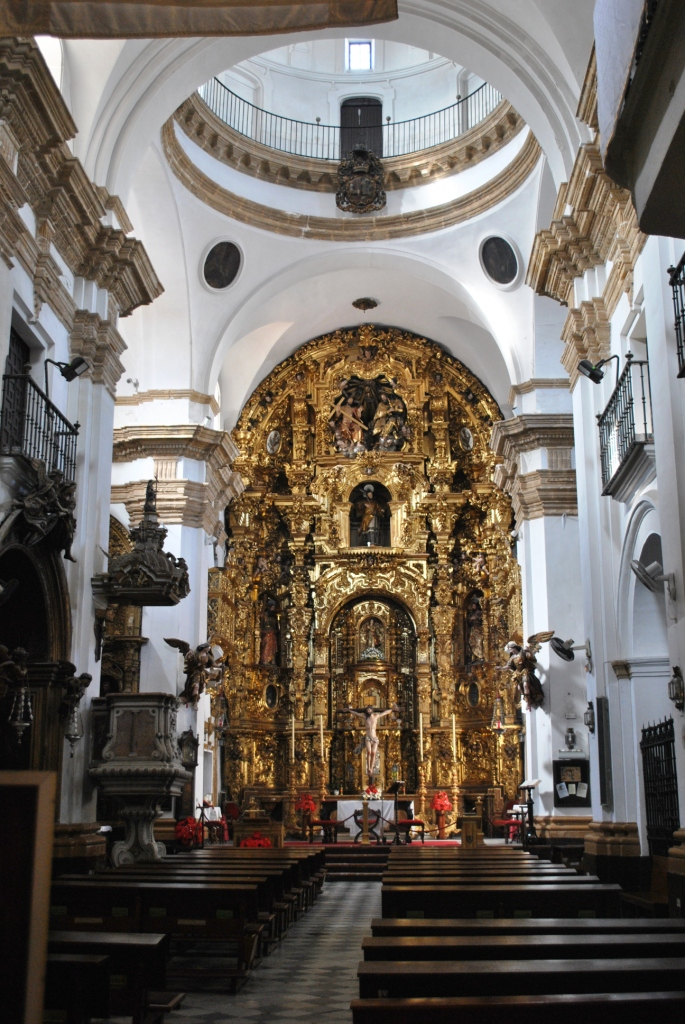
Nave central y altar mayor.

El retablo perteneciente a la cofradía de Afligidos es obra del escultor Isidro de Quirós. Se doró en 1775, fecha en la que también se modificó la hornacina principal para transformarla en vitrina. Consta de dos cuerpos con ático rematado en medio punto. En el primero se ubica una gran vitrina flanqueada por estípites sobre la que se encuentra una hornacina entre paños decorados con elementos geométricos, disposición que se repite en el ático. Actualmente ocupa la vitrina una talla de madera policromada de San José, obra realizada hacia 1750, y a sus lados las tallas en madera policromada de San Joaquín y Santa Ana, también genovesas y fechables hacia 1730. El ático conserva el altorrelieve original del Padre Eterno de madera tallada y policromada, ocupa el nicho del sagrario una pequeña imagen de madera tallada y policromada de San Rafael, obra genovesa de 1730. Ante el retablo se abre la bóveda de enterramiento de San Servando y San Germán cubierta con una losa de mármol blanco de 1,13 x 1,16 m con la siguiente inscripción: «Esta boveda y retablo/ y su arno. son de la b./ cofradía de jhs de/ los afligs. y maria/ santisssima/ d los dsconss./ año de 1727/ R.Y.P.A.».
En la confluencia del crucero con el lado del Evangelio se sitúa el púlpito. Está realizado en 1727 en talleres genoveses con mármoles de colores, descansa sobre un pilar conformado por grandes volutas. Tiene planta cuadrada en cuyos frentes alterna el escudo del obispo Armengual con los emblemas de la parroquia, el pilar y la parrilla. Su tornavoz es obra local de madera tallada, rematado por la figura de la Fe, cuyo dorado renovó José Antonio del Pino en 1785. Bajo el tornavoz hay un dosel de madera tallada y dorada que contiene una talla en madera policromada de Cristo crucificado, obra genovesa de 1750.
De las cinco capillas iniciales cobijadas en los arcos de los diferentes tramos de la nave, dos desaparecieron en 1755 al construirse la capilla de la Venerable Orden Tercera de Servitas. 
Entre 1759 y 1763 se realizaron dos retablos gemelos de madera tallada para el segundo tramo, dedicados a San José y San Nicolás de Bari. El primero conserva la imagen titular en el antiguo retablo de Afligidos. La talla de San Nicolás, cuyo retablo no llegó a dorarse, está ubicada actualmente en el ático del retablo sacramental. Hoy ocupan estos retablos las imágenes de la cofradía de Nuestro Padre Jesús de las Penas y María Santísima de la Caridad, fundada en 1955. Son retablos que se ajustan al medio punto de la capilla y presentan un cuerpo con hornacinavitrina, y áticos con relieves. Cubren toda la superficie motivos rococó con abundancia de tarjas arriñonadas. En el ático del situado al lado del Evangelio se dispone un relieve de madera policromada con un santo obispo, obra contemporánea del retablo.
El primer tramo del lado de la Epístola está ocupado por un retablo de madera tallada, policromada y dorada construido hacia 1763. Sufrió una importante reforma en el siglo XIX, afectando al enmarque de la hornacina y a su policromía. La zona original corresponde a la hornacina y columnas corintias que la flanqueaban, cuyos fustes decoran guirnaldas. Algunas rocallas complementan la decoración de esta sencilla estructura, actualmente ocupada por una pequeña imagen de madera policromada de la Virgen del Carmen, obra de 1800 de candelero. 
En los pilares inmediatos a estos retablos se disponen sendas pilas de agua bendita de forma avenerada, realizadas en torno a 1730 en mármol blanco. Junto a la entrada lateral del templo hay otra pequeña pila de mármol blanco, negro y rojo con una pequeña cruz en el frontal, siendo obra contemporánea de las anteriores.
En el pavimento, a la altura del coro y ante los arcos de acceso a la capilla de la Venerable Orden Tercera de Servitas, se abren dos bóvedas de enterramiento cerradas por losas de mármol blanco de 1,53 x 1,20 m cada una, sin inscripciones. El obispo Armengual quiso reforzar el culto a la Virgen del Pilar con la fundación de una archicofradía en 1730, a la que le concedió la Capilla del Pilar, cuyas obras de adaptación concluyeron en 1753. Se ubica en la capilla abierta en el cuarto tramo del lado del Evangelio de la nave, ocupa un espacio cuadrado totalmente cubierto de elementos decorativos en madera tallada y dorada y policromía de paramentos, extendidos por los retablos, arco de embocadura y bóveda. El intradós del arco lleva una decoración estofada con rica policromía. Bajo él se disponen sendos lienzos con la representación de la Virgen apareciéndose a Santiago y el Martirio de este apóstol. Dos ángeles sustentan el escudo de la cofradía sobre la clave y otros dos, más pequeños, portan sendas lámparas, siendo obras genovesas relacionadas con la producción de Francisco María Galeano.

### Capilla de la Real Archicofradía del Rosario del Pilar
La capilla de la Real y Venerable Archicofradía del Rosario de Nuestra Señora del Pilar de Zaragoza fue fundada por los hermanos Manuel y Jerónimo Delfín, navieros genoveses del Real Consulado de Cargadores a Indias, en dotación de la "Compañía del Santo Rosario" que fundaron junto al obispo Lorenzo Armengual de la Mota. El retablo principal de la capilla está realizado en madera tallada y dorada, mide 3,10 x 3,10 m aproximadamente y se compone de un cuerpo elevado sobre alto banco, con vitrina central y hornacinas laterales flanqueadas por estípites. El ático semicircular que lo remata tiene marco decorado por cabezas de ángeles y moldura cruciforme en su centro con grandes tarjas arriñonadas a los lados. Ocupa el nicho central la imagen de la Virgen del Pilar flanqueada por los santos Andrés y Santiago, obras genovesas de 1750. Ocupan las hornacinas laterales las imágenes de San Francisco de Asís y San Jerónimo, obras de 1730 y vinculadas a la producción del genovés Antón María Marragliano. También de origen genovés es la talla de Cristo Crucificado que ocupa el ático. Todas son esculturas realizadas en madera tallada y policromada. Las tarjas del ático contienen emblemas de las Letanías y sobre la clave de la bóveda dos ángeles sustentan el escudo de la corporación.
En el lado del Evangelio de la Capilla del Rosario del Pilar se encuentra un retablo vitrina de madera dorada, en cuyo interior guarda una cruz de guía realizada en torno a 1730. El banco contiene un pequeño lienzo de 1700 que representa al apóstol San Andrés. En el frente opuesto se sitúa otro retablo de características semejantes, portando un lienzo de principios del siglo XVIII que representa al Santo Cristo de Ribolta con las Ánimas del Purgatorio. El banco está centrado por un lienzo de 1700, que representa los Santos Corporales de Daroca. Cierra la capilla una reja de madera torneada y tallada realizada hacia 1753. Mide 1,70 x 3,10 m.
Ante la Capilla del Rosario del Pilar se abre una bóveda para enterramiento de los Santos patronos de Cádiz. Está cerrada con losa de mármol blanco de 1,53 x 1,20 m con inscripción en marco de difícil lectura.

### Capilla Bautismal
La Capilla Bautismal está situada en el primer tramo del lado del Evangelio. En 1787, cuando el templo se convirtió en parroquia, fue totalmente remodelada por Torcuato Benjumeda, si bien ha sufrido trasformaciones radicales durante el siglo XX. La pila bautismal, de mármol blanco sigue el tipo tradicional, con taza octogonal sobre pilar abalaustrado. Fue realizada en Génova según diseño de Torcuato Benjumeda. Actualmente se ubican en esta capilla las imágenes de la cofradía del Descendimiento. Cierra este ámbito una reja de madera torneada realizada en 1787, de 2,09 x 2,90 m.
El pavimento del templo es de mármol genovés blanco y azul dispuesto en forma ajedrezada. En la cabecera del templo, a ambos lados del presbiterio se ubican las sacristías. Son dependencias de planta rectangular cubiertas por bóvedas de cañón y arcos fajones que descansan sobre pinjantes de formas recortadas. La Venerable Orden Tercera de Servitas se instaló en la Iglesia de San Lorenzo en 1727, dos años después de inaugurarse el templo, concediendo el obispo Armengual a esta Orden el uso de la capilla ubicada en el cuarto tramo del lado de la epístola de la nave. A mediados de siglo comenzó a plantearse la necesidad de contar con un espacio más amplio, y en 1763 empezaron las obras de la nueva capilla bajo diseño y dirección del maestro Diego Ramos, aunque una serie de dificultades económicas obligaron a paralizar los trabajos. 
En 1765 se decidió otra disposición para la capilla que consistía en levantar una nave paralela a la del templo con acceso directo desde la calle y para dar un aspecto uniforme al conjunto de la Iglesia se pretendía configurar otra similar en el lado del Evangelio unificando las capillas que allí existían. El proyecto se encargó al arquitecto Torcuato Cayón, pero su elevado coste motivó que tras varios años de trabajo las obras fueran suspendidas y se derribase lo ya construido para realizar la actual capilla. Francisco Lorenzo Cañete es el autor del diseño definitivo, en el que concibió una capilla de planta cuadrada con cubierta de cúpula semiesférica. La capilla se inauguró el 25 de marzo de 1774. 
De la abundante decoración de tallas doradas y pinturas que cubrían los paramentos se han conservado cuatro grandes lienzos en forma de medios puntos que se sitúan bajo la cúpula y que representan diversos episodios de la historia de la instalación de la Orden en Cádiz. Todos ellos son contemporáneos de la capilla, si bien el situado sobre el retablo mayor fue agrandado hacia 1940, cuando se pintó la representación del Padre Eterno situado en la zona central. Los extremos de este lienzo son originales y representan La Presentación de Jesús en el Templo y Jesús entre los doctores. El lienzo situado al lado del Evangelio representa escenas de la vida de San Felipe Benicio y en el de la Epístola la Virgen protegiendo bajo su manto a los siete santos fundadores de los Siervos de María. Por último, el lienzo situado frente al presbiterio recoge escenas de la fundación de la Orden en Cádiz.

### Capilla de los Servitas
A mediados del siglo XIX se reemplaza el primitivo retablo rococó de la Capilla de Servitas, realizado en 1774 por Gabriel de Arteaga, por otro neoclásico de Juan Rosado. A mediados del siglo XX esta estructura sufrió una reforma que eliminó el primitivo ático. Es una obra de madera tallada, policromada a imitación del mármol y dorada de 6 x 3,50 m. Consta de un cuerpo centrado por una hornacina flanqueada por columnas corintias, y rematado por frontón curvo. La caja de hornacina es obra rococó perteneciente al retablo anterior, dispuesta de abundante decoración tallada y dorada. Está ocupada por la Virgen de los Dolores, talla en madera de candelero de 1,60 m de alto realizada hacia 1740. Flanquean a esta imagen dos cornucopias rococó de madera policromada y dorada de 1774, y pertenecientes al anterior retablo. A ambos lados se ubican las tallas de madera policromada de San Peregrín y San Felipe Benicio, obras genovesas de 1774. El sagrario presenta una puerta de plata de finales del siglo XIX con la representación del Buen Pastor en relieve, a sus lados muestra dos relicarios de filigrana de papel con marco de madera dorada datados en 1770. En los laterales de este retablo se abren sendas puertas con hojas dobles rematadas en medio punto, de madera tallada y dorada, realizadas en 1774. Sobre estas dos puertas se encuentran dos ángeles lampareros de madera tallada y policromada, de la misma época.
En un lateral de la Capilla de Servitas se levantan dos pequeños retablos rococó de madera tallada y dorada. El primero está presidido por la talla en madera policromada de San Juan Bautista, obra genovesa de 1774. De igual origen y cronología son las tallas de madera policromada que ocupan los laterales; la Imposición de la casulla a San Ildefonso y San Ildefonso y un santo sin identificar. Ocupa el ático un lienzo de la Divina Pastora realizado por Antonio Pino. El segundo lo preside la talla genovesa en madera policromada de San Francisco Javier, ambos de la misma época que los anteriores. A cada lado se encuentra una pareja de relicarios de madera tallada y policromada de 1750. En las hornacinas laterales muestran las imágenes de Santa Rita y Santa Juliana Falconieri y en el ático, un lienzo realizado también en 1774 que representa a San Juan Nepomuceno.
En el pavimento de la Capilla de Servitas, de losas de mármol genovés blanco y azul, se abre una bóveda cerrada por una pequeña losa de 0,26 x 0,26 m con la siguiente inscripción: «Este nicho y sepult/ es pº del sr. dn. juan/ jordan prior y bienhechor/ que (perdido)/ de sus hijos y sucesores/ murió en 28 dic. de 1788/ R.Q.I.P.» Los dos arcos que comunican la Capilla de Servitas con la Iglesia se cierran por sendas rejas de hierro forjado, realizadas en 1774. En el exterior el templo presenta dos fachadas con predominio de grandes superficies lisas, para centrar la atención decorativa en las portadas y torre. La fachada principal, rematada por un agudo piñón, tiene un acusado ritmo vertical muy frecuente en la arquitectura bajo andaluza de la época. La portada refuerza la verticalidad del conjunto con la superposición de varios cuerpos que casi alcanzan la altura del hastial. El vano principal va enmarcado por baquetones mixtilíneos que conforman un espacio sobre el dintel para albergar el escudo de armas del obispo Armengual, dispuesto entre una abundante decoración de roleos y frutas. Flanquean el conjunto dos pilastras lisas, cuya superficie es desbordada por los baquetones interiores. Sobre una cornisa de movidas líneas se dispone el segundo cuerpo dispuesto con una hornacina central que alberga la imagen de mármol del santo titular, coronada por dos roleos colocados a modo de frontón partido entre los que se desarrollan dos remates decorativos que, aunque interpretados en forma dieciochesca, evocan motivos manieristas. Dos cañones ubicados a los lados para proteger la portada y un tercero situado en la confluencia de las fachadas, constituyen el testimonio más antiguo de la utilización de estas piezas, características en el contexto urbano de Cádiz. En 1927 se colocó en el lateral derecho de la fachada un retablo cerámico realizado en Talavera de la Reina por el ceramista Juan Ruiz de Luna, siguiendo la técnica de la cuerda seca, de 1,62 x 2,77 m. En él se representan los titulares de la cofradía de Afligidos enmarcados por motivos de inspiración plateresca. En el lateral izquierdo de la portada se dispuso años más tarde otro retablo que representa a Jesús de las Penas, realizado hacia 1960 en la fábrica de cerámica trianera de Ramos Rejano, de 1,62 x 2,77 m. También una hornacina situada a la derecha de la fachada principal, alberga la imagen de candelero de la Virgen de los Dolores realizada en 1729 por José Montes de Oca.
La portada lateral presenta un doble baquetón mixtilíneo en torno al vano, rematado por un pináculo. Su emplazamiento actual, a la altura del tercer tramo del lado del Evangelio, no es el originario, pues en 1739 fue situada en este lugar al serle adjudicado a la archicofradía del Pilar el cuarto tramo para la construcción de su capilla, lugar donde se abría la primitiva portada. La torre se eleva sobre la confluencia de las dos fachadas. Su planta es octogonal y consta de un cuerpo de campanas sustentado por columnas dóricas entre las que alternan vanos de medio punto, ciegos y abiertos. Un chapitel piramidal cubierto de azulejos policromos valencianos sirve de remate. En cada uno de los paños se disponen motivos alusivos al templo enmarcados por cenefas.